# Piombino
Piombino ist eine Stadt in der italienischen Provinz Livorno mit 32.509 Einwohnern (Stand 31. Dezember 2023). Die Innenstadt ist mit ihren historischen Elementen vom Mittelalter bis zur Neuzeit als Gesamtensemble fast komplett erhalten. Mehrere fortifikatorische Elemente, wie ein Stadttor mit Barbakane sind teils gut erhalten. Von der Ferne macht Piombino allerdings einen modernen Eindruck, da sich sehr viel Industrie dort angesiedelt hat. Insbesondere das verkehrsgünstig mit eigenem Hafen direkt am Meer liegende Lucchini-Eisenhüttenwerk mit Kokerei, zwei Hochöfen (von denen nur einer aktiv ist), einem Oxygenstahlwerk und diversen Walzstraßen dominiert die Ansicht.

## Geografie

Lage von Piombino in der Provinz Livorno

Piombino liegt am gleichnamigen Golf des Tyrrhenischen Meeres, der Insel Elba gegenüber. Es gehört zur Maremma (Maremma Livornese). Nördlich von Piombino liegen auf olivenbepflanzter steil gegen das Meer abfallender Anhöhe die Ruinen der alten etruskischen Seehandelsstadt Populonia mit Hafen (Porto Baratti), im Osten dehnt sich die Maremma aus. Im Gemeindegebiet mündet der Cornia, der 6 seiner 49 km im Gemeindegebiet verbringt, mit beiden Seitenarmen (Cornia canalizzata und Cornia Vecchia) östlich des Ortes ins Tyrrhenische Meer.
Zu den Ortsteilen gehören Baratti, Colmata (2 m, ca. 130 Einwohner), Fiorentina (12 m, ca. 90 Einwohner), Populonia, Populonia Stazione (10 m, ca. 250 Einwohner) und Vignale Riotorto (52 m, ca. 1400 Einwohner).
Die Nachbargemeinden sind Campiglia Marittima, Follonica (GR), San Vincenzo und Suvereto.

## Geschichte
Der Hafen Porto Felesia stammt aus römischer Zeit. Nach der Zerstörung von Populonia durch die Langobarden gewann der Ort an Bedeutung und wurde von Pisa im 12. und 13. Jahrhundert mit Stadtmauern ausgestattet. Der Ort wurde 1399 zusammen mit Elba vom Herzog Gian Galeazzo Visconti von Mailand zum Dank für den Verrat Pisas an Gherardo Appiano verliehen und von diesem stärker befestigt. Piombino war seit 1594 Hauptstadt des Fürstentums Piombino, welches außerdem einen großen Teil der Insel Elba umfasste und auf 360 km² 25.000 Einwohner zählte. Der unabhängige Stadtstaat war eines von vielen nur regional bedeutsamen Duodezfürstentümern neben Volterra, San Gimignano und vielen anderen. Nach dem Tode des letzten Fürsten der Appiano (1634) kam der Ort an die Familie Boncompagni-Ludovisi. Napoleon I. verlieh das Fürstentum 1805 als französisches Reichslehen seiner Schwester Elisa Bacciocchi. Die Wiener Kongressakte gab es dem Haus Boncompagni-Ludovisi 1815 wieder zurück. Bis 1860 stand es unter der Hoheit Toskanas, ab 1860 gehörte es zum Königreich Italien.
Im Jahr 1881 hatte Piombino 2763 Einwohner. Danach stieg die Bevölkerungszahl durch die Industrialisierung stetig an und erreichte ihren Höhepunkt in den 1970er Jahren, als der Ort fast 40.000 Einwohner zählte. Nach dem Ende der Hochzeit der Stahlindustrie ging die Einwohnerzahl leicht zurück und liegt heute bei ca. 34.000.

## Sehenswürdigkeiten

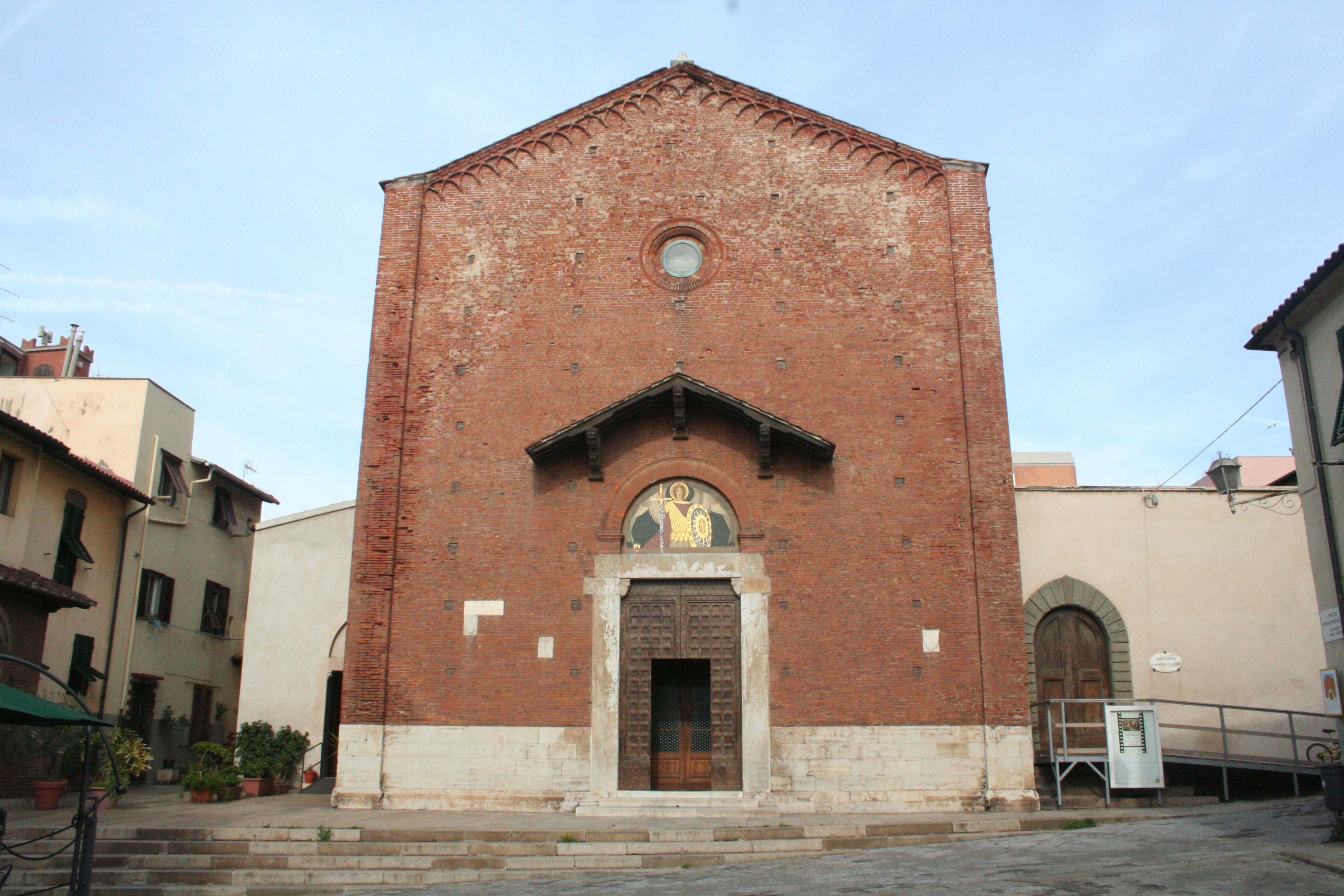
Fassade des Doms von Piombino (Sant’Antimo)

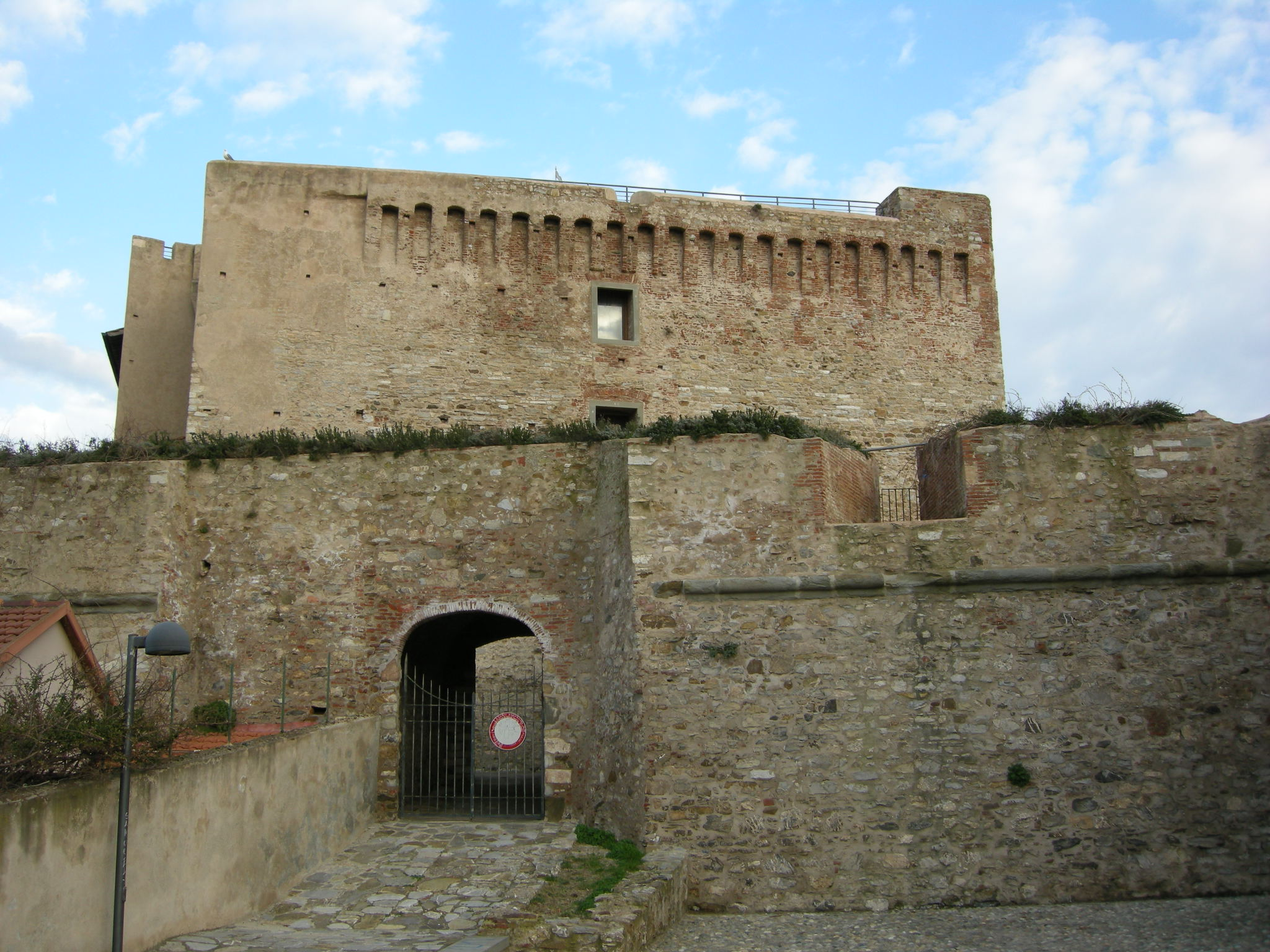
Das Castello di Piombino (Fortezza Medicea)

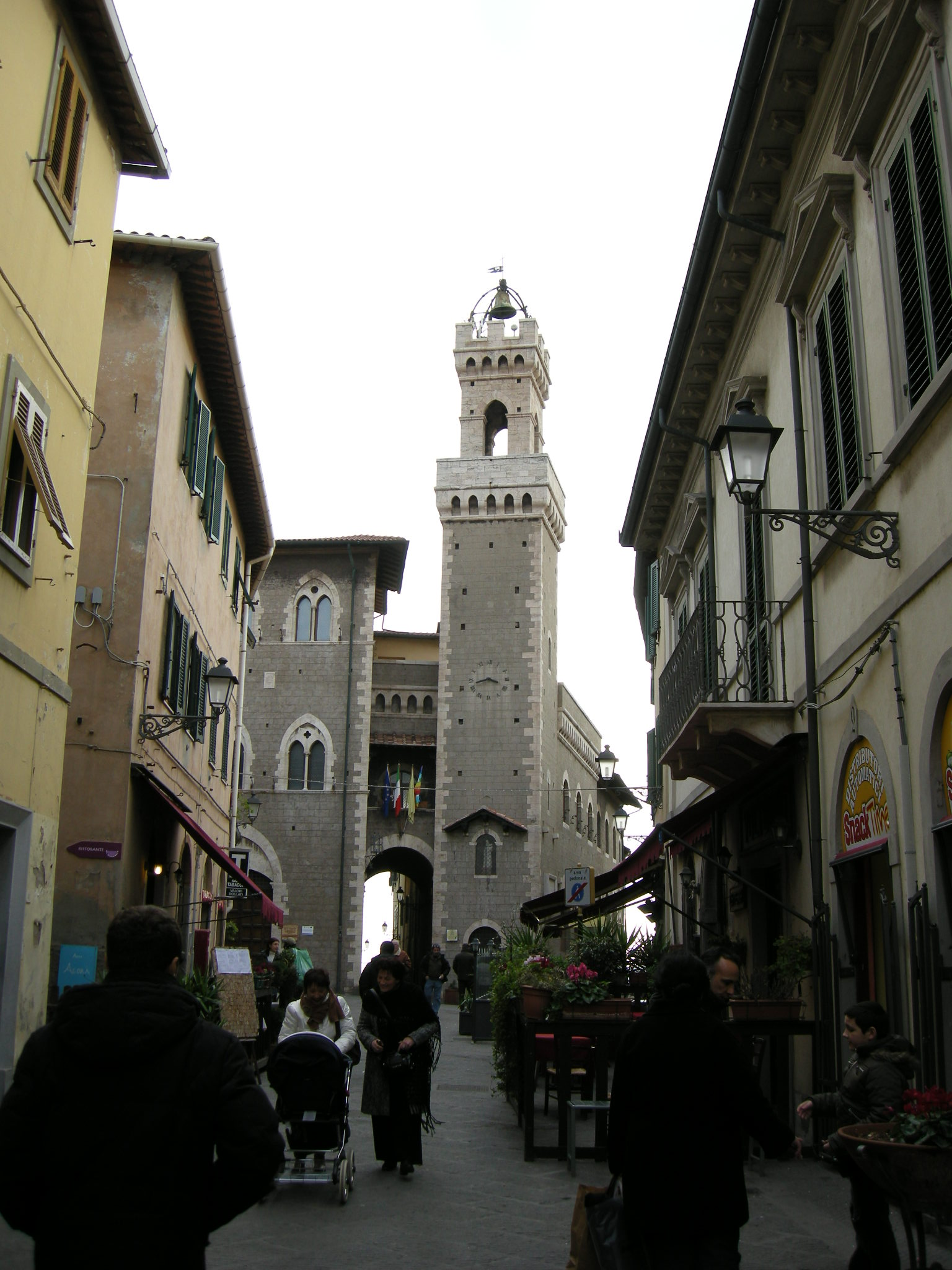
Der Palazzo Comunale mit dem Torre dell’Orologio

- Dom von Piombino (Duomo di Piombino, auch Concattedrale di Sant’Antimo genannt), Konkathedrale im Ortskern. Entstand 1377 auf Willen von Piero Gambacorti. Das Mosaik an der Fassade stammt aus dem Jahr 1937. Der rechts anliegende Kreuzgang (Chiostro) ist aus dem Jahr 1470 und wurde von Andrea di Francesco Guardi geplant. Von Andrea Guardi stammen außerdem das Taufbecken mit dem Wappen der Appiani (1470) und die Grabmäler von Emanuele und Fiammetta Appiano.[5] Zudem ist das 1997 entstandene und dem Kirchenbau anliegende Museo diocesano d’arte sacra Andrea Guardi nach ihm benannt. Hier befinden sich Leinwandgemälde aus der Kirche Santa Maria della Croce in Populonia Alta (Trasporto di san Cerbone aus dem 18. Jahrhundert und Vergine con Bambino aus dem 14. Jahrhundert).[6] Weitere Kunstwerke im Dom sind von Francesco Vanni (Trinità e Santi) und Italo Orlando Griselli (Bildhauer, 1880–1958[7]), der hier 1939 die Skulpturen Scene delle armi dell’esercito italiano und Crocifisso dell’altare in der Cappella dei Caduti hinterließ.[5]
- Chiesa di Sant’Antimo sopra i canali, ehemalige Kirche im Ortskern aus dem 13. Jahrhundert, die in das ehemalige Ospedale eingebunden ist.[5] Nach der Entweihung 1806 gab sie ihren Namen an den Dom weiter.[4]
- Chiesa della Misericordia, Kirche im Ortskern aus dem frühen 13. Jahrhundert. Der anliegende Konvent der Franziskaner stammt aus dem 15. Jahrhundert.[5]
- Chiesa dell’Immacolata, Kirche im Stil der Neugotik aus dem Jahr 1902. Wurde von 1899 an gebaut, nachdem die Franziskaner nach ihrem Ausschluss 1806 aus Piombino durch Elisa Bonaparte aufgrund einer Grundstücksschenkung wiederkehren konnten.[5]
- Cappella della Madonna del Desco, auch Cappella della Madonna della Neve genannt, Kapelle im Ortskern, die erstmals 1499 dokumentiert wurde.[5]
- Castello di Piombino, Burg. Entstand um 1225 als Cassero Pisano sowie als Osttor des mittelalterlichen Stadtmauerrings.[8] Nach der Machtübernahme der Appiani wurde die Burg in den 1440er Jahren ausgebaut. Seit 1556 wird von dem Castello nuovo (neue Burg) gesprochen, das seit 1548 von Giovanni Battista Camerini für Cosimo I. de’ Medici umgebaut und erweitert wurde und dann den Namen Fortezza Medicea bekam. Von der Mitte des 19. Jahrhunderts bis 1960 wurde die Festung als Gefängnis genutzt.[9]
- Cittadella di Piombino, Zitadelle im südwestlichen Ortskern, entstand von 1465 bis 1470 für Jacopo III Appiano durch Andrea di Francesco Guardi.[4] Gleichzeitig entstand darin der Marmorbrunnen, die Cappella della Cittadella (auch Cappella di Sant’Anna genannt, enthält Andrea della Robbia zugeschriebene Werke[5]) und der Palazzo Principesco degli Appiani, der 1959 abgerissen wurde, um einem modernen Gebäude Platz zu machen.
- Palazzo Comunale, Palast aus dem 13. Jahrhundert. Der anliegende  Torre dell’Orologio entstand im Jahr 1598.[4]
- Palazzo Appiani, historischer Wohnsitz der Appiani, beherbergt seit 1985 das Museum und Aquarium Museo del Mare e Acquario città di Piombino.[10]

## Verkehr
- Der Ort ist über die Anschlussstellen Venturina und Vignale-Riotorto an die Staatsstraße Strada Statale 1 Via Aurelia angeschlossen.
- 1892 wurde die rund 16 km lange Bahnstrecke Campiglia Marittima–Piombino eingeweiht. Campiglia Marittima liegt an der Bahnstrecke Genua – Pisa – Rom. Der Bahnhof Piombino liegt nahe der Innenstadt und der Bahnhof Stazione di Populonia neun Kilometer entfernt.
- Der Hafen von Piombino bietet Fährverbindungen nach Pianosa sowie drei Linien zur Insel Elba (Portoferraio, Rio Marina, einem Ortsteil von Rio und Cavo, einem nördlichen Ortsteil von Rio).[11]
- Beim Ortsteil Perelli gibt es einen kleinen Flugplatz (Aviosuperficie) für die Allgemeine Luftfahrt.

## Gemeindepartnerschaften
Mit der belgischen Stadt Flémalle in Wallonien hat Piombino eine Gemeindepartnerschaft geschlossen.

## Söhne und Töchter der Stadt
- Jacopo IV. Appiano (1459–1510), Pfalzgraf und Reichsfürst.
- Giuseppe Picciati (1868–1908), Mathematiker und theoretischer Physiker
- Mario Brini (1908–1995), Kurienerzbischof
- Lido Vieri (* 1939), Fußballspieler
- Fabio Mussi (* 1948), Politiker
- Luigi Carletti (* 1960), Journalist und Autor
- Andrea Luci (* 1985), Fußballspieler
- Tommaso Bianchi (* 1988), Fußballspieler